# Опоки (Псковская область)
Опоки — деревня в северной части Порховского района Псковской области. Входит в состав сельского поселения «Дубровенская волость».

## География
Расположена на берегу реки Шелонь (у впадения в неё реки Удоха), в 35 км к северо-востоку от города Порхов.

## Население
Численность населения на конец 2000 года составляла 65 жителей.

## История
Город Опоки (Опока) был основан, по предположению историков, в 1239 году вместе с другими «городцами» на Шелони. В летописи он впервые упоминается в 1329 году, когда псковичи здесь заключили мир с Иваном Калитой, который стоял в Опоках со своим войском.
Наименование деревни происходит от слова «опока», что означает «известняк мелового свойства, окреплый мел». В подтверждении этой версии названия, в основании опоцкого городища («Городка»), также обнаружены выходы известняковой породы.
В деревне находится церковь Николы (каменная, с XIII—XIV вв.). Появление в Опоках каменного храма в столь раннее время можно объяснить тем, что до 1387 года Опоки являлись фактической столицей Шелонскои земли, что оправдывалось стратегическим положением города на торговых и военных путях.
В погосте Опок ранее существовал Ильинский монастырь в Опоках (упоминается в писцовых книгах c 1495—1505 гг.) и церковь Ильи Пророка при нём.
До 3 июня 2010 года деревня входила в состав ныне упразднённой Демянской волости (с центром в д. Боровичи), которая была объединена с Дубровенской волостью (с центром в д. Дубровно) в Дубровенскую волость с новым центром в д. Боровичи.